# II Warszawski Batalion Etapowy
II Warszawski batalion etapowy – oddział wojsk wartowniczych i etapowych w okresie II Rzeczypospolitej pełniący między innymi służbę ochronną na granicy polsko-sowieckiej.

## Formowanie i zmiany organizacyjne
II Warszawski batalion etapowy sformowano w Łomży w kwietniu 1919 jako II zapasowy batalion wartowniczy.
Do batalionu wcielono żołnierzy starszych wiekiem i o słabszej kondycji fizycznej. Oficerowie i podoficerowie nie mieli większego doświadczenia bojowego. Batalion nie posiadał broni ciężkiej, a broń indywidualną żołnierzy stanowiły stare karabiny różnych wzorów z niewielką ilością amunicji.
We wrześniu 1919 dowództwo batalionu stacjonowało w Słucku. Wiosną 1920 batalion podlegał Dowództwu Okręgu Etapowego „Mołodeczno”. 
W lipcu batalion pełnił służbę garnizonową w Białymstoku. Po jego opuszczeniu, będąc w podporządkowaniu 10 Dywizji Piechoty gen. Lucjana Żeligowskiego, walczył przez kilka dni w obronie linii Narwi i poniósł duże straty. 29 lipca liczył w stanie bojowym 5 oficerów i 120 podoficerów i szeregowców. Posiadał 1 ckm.
W lutym 1921 bataliony etapowe przejęły ochronę granicy polsko-rosyjskiej. Początkowo pełniły ją na linii kordonowej, a w maju zostały przesunięte bezpośrednio na linię graniczną z zadaniem zamknięcia wszystkich dróg, przejść i mostów. 
Jako uzupełnienie batalion wcielił w swoje struktury żołnierzy 1/IX Grodzieńskiego batalionu wartowniczego.
Z końcem 1920 w Grodnie utworzono II Brygadę Etapową. Batalion wszedł w jej skład. 
W 1921 bataliony etapowe ochraniające granicę przekształcono w bataliony celne.

## Służba kordonowa
Batalion we wrześniu 1919 stacjonował w Warszawie na Pradze. W grudniu 1919 wszedł w podporządkowanie DPE „Wilno" i stacjonował w Mołodecznie. Ochraniał tam szlaki kolejowe z Mołodeczna do Wilna, Potocka i Mińska. Kompanie stacjonowały w Sołach, Wilejce i Mołodecznie. 16 lutego 1920 przegrupował się ze Słucka do Mołodeczna (?) i ochraniał linię kolejową Mołodeczno – Połock. W kwietniu podlegał DOE „Mołodeczno", a we wrześniu 1920 podlegał II Brygadzie Etapowej DOE 2 Armii.

## Dowódcy batalionu
- ppłk Eugeniusz Pieczkowski[a] (był V 1921[11])